# Синьківська сільська рада (Заліщицький район)
Си́ньківська сільська́ ра́да — адміністративно-територіальна одиниця та орган місцевого самоврядування в Заліщицькому районі Тернопільської області. Адміністративний центр — село Синьків.

## Загальні відомості
- Територія ради: 1,927 км²
- Населення ради: 1 221 особа (станом на 2001 рік)
- Територією ради протікає річка Дністер

## Населені пункти
Сільській раді підпорядковані населені пункти:
- с. Синьків

## Склад ради
Рада складається з 16 депутатів та голови.
- Голова ради: Підгірна Ганна Степанівна
- Секретар ради: Мудрак Галина Адамівна

### Керівний склад попередніх скликань
| Прізвище, ім'я, по батькові | Основні відомості                                                               | Дата обрання | Дата звільнення |
| --------------------------- | ------------------------------------------------------------------------------- | ------------ | --------------- |
| Підгірна Ганна Степанівна   | Сільський голова, 1957 року народження, освіта середня спеціальна, позапартійна | 26.03.2006   | 31.10.2010      |
| Підгірна Ганна Степанівна   | Сільський голова, 1957 року народження, освіта середня спеціальна               | 31.10.2010   |                 |

Примітка: таблиця складена за даними сайту Верховної Ради України

### Депутати
За результатами місцевих виборів 2010 року депутатами ради стали:

#### За суб'єктами висування
| Суб'єкт висування       | Кількість обраних депутатів | %    |
| ----------------------- | --------------------------- | ---- |
| Самовисування           | 14                          | 87,5 |
| Народна партія          | 1                           | 6,3  |
| Партія «Справедливість» | 1                           | 6,3  |

#### За округами
| № округу                | Прізвище, ім'я, по батькові | Дата визнання обраним | Освіта             | Партійна приналежність       | Відомості про обраного депутата                     |
| ----------------------- | --------------------------- | --------------------- | ------------------ | ---------------------------- | --------------------------------------------------- |
| Народна Партія          |                             |                       |                    |                              |                                                     |
| 9                       | Мудрак Галина Адамівна      | 01.11.2010            | середня спеціальна | позапартійна                 | Синьківська сільська рада, секретар                 |
| Партія «Справедливість» |                             |                       |                    |                              |                                                     |
| 12                      | Співак Ярослав Іванович     | 01.11.2010            | вища               | член Партії «Справедливість» | Тернопільське училище, викладач                     |
| Самовисування           |                             |                       |                    |                              |                                                     |
| 1                       | Вадімова Любов Іванівна     | 01.11.2010            | середня            | позапартійна                 | тимчасово не працює                                 |
| 2                       | Дарчук Надія Василівна      | 01.11.2010            | середня спеціальна | позапартійна                 | Дитячий садок, вихователь                           |
| 3                       | Кошман Іван Петрович        | 01.11.2010            | середня            | позапартійний                | тимчасово не працює                                 |
| 4                       | Сторощук Андрій Дмитрович   | 01.11.2010            | вища               | позапартійний                | загальноосвітня школа І-ІІІ ст. с. Синьків, вчитель |
| 5                       | Боднар Назар Іванович       | 01.11.2010            | вища               | позапартійний                | загальноосвітня школа І-ІІІ ст. с. Синьків, вчитель |
| 6                       | Долинчук Борис Богданович   | 01.11.2010            | середня спеціальна | позапартійний                | загальноосвітня школа І-ІІІ ст. с. Синьків, вчитель |
| 7                       | Панчишин Петро Степанович   | 01.11.2010            | середня спеціальна | позапартійний                | Укртелеком м. Заліщики, електромонтер               |
| 8                       | Тофан Олександра Григорівна | 01.11.2010            | вища               | позапартійна                 | Синьківська сільська рада, бухгалтер                |
| 10                      | Ільніцький Іван Петрович    | 01.11.2010            | середня спеціальна | позапартійний                | приватний ветлікар                                  |
| 11                      | Марущак Василь Петрович     | 01.11.2010            | середня            | позапартійний                | тимчасово не працює                                 |
| 13                      | Запорожан Ганна Степанівна  | 01.11.2010            | середня            | позапартійна                 | пенсіонер                                           |
| 14                      | Шевчук Оксана Василівна     | 01.11.2010            | вища               | позапартійна                 | загальноосвітня школа І-ІІІ ст. с. Синьків, вчитель |
| 15                      | Баб'як Василь Іванович      | 01.11.2010            | вища               | позапартійний                | загальноосвітня школа І-ІІІ ст. с. Синьків, вчитель |
| 16                      | Запорожан Іван Григорович   | 01.11.2010            | вища               | позапартійний                | Виконкомс. Синьків, землевпорядник                  |